# Schizopyga
Schizopyga (лат.) — род мелких перепончатокрылых наездников подсемейства Pimplinae (=Ephialtinae, триба Ephialtini) из семейства Ichneumonidae (Hymenoptera).

## Описание
Мелкого и среднего размера перепончатокрылые насекомые. Длина переднего крыла около 1 см. Паразитирует на пауках. Личинки наездника развиваются в яйцевых коконах пауков Miturgidae (Cheiracanthium spp.), Clubionidae и Gnaphosidae (Drassodes lapidosus (Walckenaer, 1802)).

## Классификация
Включает 10 видов.
- Schizopyga anseli Fernandez, 2007
- Schizopyga circulator (Panzer, 1800)
- Schizopyga congica (Benoit, 1953)
- Schizopyga coxator Constantineanu, 1973
- Schizopyga curvicauda (Seyrig, 1935)
- Schizopyga flavifrons Holmgren, 1856
- Schizopyga frigida Cresson, 1870
- Schizopyga nitida Kasparyan, 1976
- Schizopyga podagrica Gravenhorst, 1829
- Schizopyga varipes Holmgren, 1856